# سليمان الدوسري
سليمان الدوسري (مواليد 16 أكتوبر 1991) هو لاعب كرة قدم سعودي .
لعب سابقاً في أندية الوحدة وسدوس و وقع مع نادي الخلود في عام 2016 .

## وصلات خارجية
- سليمان الدوسري على موقع Soccerway.com (الإنجليزية)

- سليمان الدوسري